# Lumley Castle
Lumley Castle är ett slott i Storbritannien.   Det ligger i kommunen Durham i riksdelen England, i den centrala delen av landet, 400 km norr om huvudstaden London. Lumley Castle ligger 41 meter över havet.
Terrängen runt Lumley Castle är platt åt sydost, men åt nordväst är den kuperad. Lumley Castle ligger nere i en dal. Runt Lumley Castle är det tätbefolkat, med 790 invånare per kvadratkilometer. Närmaste större samhälle är Newcastle upon Tyne, 13,9 km norr om Lumley Castle. Runt Lumley Castle är det i huvudsak tätbebyggt.